# Argentina ai VI Giochi olimpici invernali
L'Argentina partecipò ai VI Giochi olimpici invernali, svoltisi a Oslo, Norvegia, dal 14 al 25 febbraio 1952, con una delegazione di 12 atleti impegnati in due discipline.